# NGC 1679
NGC 1679 è una galassia nella costellazione del Bulino.
Si trova nella parte settentrionale della costellazione; è un oggetto difficile da scorgere, visibile solo con telescopi di aperture superiori ai 180mm, nei quali si presenta come una macchia deformata. Si tratta in effetti di una galassia dalla forma irregolare, che conserva però una traccia di struttura a spirale. Dista dalla Via Lattea 49 milioni di anni-luce.